# Sciara remyi
Sciara remyi är en tvåvingeart som först beskrevs av Seguy 1963.  Sciara remyi ingår i släktet Sciara och familjen sorgmyggor. Inga underarter finns listade i Catalogue of Life.